# Dětřichov, Liberec
Dětřichov là một làng thuộc huyện Liberec, vùng Liberecký, Cộng hòa Séc.